# Le Piano du pauvre
Albums de Léo Ferré
Chansons de Léo Ferré
(1954) Récital Léo Ferré à l'Olympia
(1955)
Le Piano du pauvre est le troisième album studio de Léo Ferré et le deuxième à paraître chez Odeon, en 1954. Sans titre à l'origine, il est désormais identifié par celui de la chanson qui ouvre le disque.

## Historique
Cet album a été assemblé à partir de trois séances d'enregistrement étalées sur l'année 1954, alors que Léo Ferré est très occupé par la révision de son oratorio La Chanson du mal-aimé, la composition de la Symphonie interrompue et la préparation de leur exécution publique programmée le 29 avril 1954 à l'Opéra de Monte-Carlo.
Le 15 mars 1954, Léo Ferré enregistre sous l'égide de l'arrangeur Jean Faustin une première version du « Piano du pauvre », restée à ce jour introuvable, ainsi que « Le Parvenu », dont le texte est tiré de son opéra inédit La Vie d'artiste. 
Chez Odeon, on lui présente alors l'accordéoniste Jean Cardon, qui va devenir un accompagnateur fidèle - son seul accordéoniste - jusqu'en 1963. Ensemble, ils enregistrent le 7 avril la version studio définitive du « Piano du pauvre », ainsi que « À la Seine » en duo, premier texte de Jean-Roger Caussimon mis en musique par Ferré, à son arrivée à Paris fin 1946. « Le Piano du pauvre » sera un succès, à la fois commercial et critique (la chanson remporte le Grand prix de l'Académie du Disque Français 1954), qui ouvrira à Ferré les portes de l'Olympia en 1955. Durant cette session d'enregistrement, Ferré grave aussi un de ses classiques : « L'Homme », chanson grinçante qui lui vaudra le Prix Citron.
Le 7 octobre Ferré revient en studio et enregistre quatre nouveaux titres dont il est l'arrangeur, cette fois en étant à la tête d'une formation orchestrale non identifiée : « Mon p'tit voyou », « Notre-Dame de la Mouise », « Graine d'ananar » et « Merci mon Dieu ». C'est la troisième fois qu'il dirige un orchestre symphonique, après celui de Radiodiffusion française en 1951 (voir De sac et de cordes) et celui de l'Opéra de Monte-Carlo tout récemment. Pour une raison inconnue, cette expérience ne sera pas renouvelée. Ces accompagnements, assez proches de ce que Ferré fera vingt ans plus tard, tranchent avec les arrangements de Jean Faustin. Il est d'ailleurs choisi pour la publication du disque (33 tours 25 cm) de ne pas mélanger les esthétiques. Ces titres sont regroupés en deuxième face.

## Réception et postérité
« Le Piano du pauvre » a été immédiatement reprise par Catherine Sauvage et des interprètes comme Patachou et Germaine Montero. Plus tard par Marc Ogeret, puis Philippe Léotard.
Catherine Sauvage reçoit le Grand Prix du disque 1954 pour sa version de « L'Homme ». Cette chanson a été adaptée et chantée en anglais par Eartha Kitt. Michel Hermon et Annick Cisaruk en offrent une interprétation contemporaine.
« Mon p'tit voyou » a été reprise par Catherine Sauvage, Germaine Montero, Jacques Douai, Marc Ogeret et en 2013 par Éric Lareine.
« Graine d'ananar » a été reprise par Catherine Sauvage et Philippe Léotard.

## Titres
Textes de Léo Ferré, sauf spécification contraire. Musiques de Léo Ferré.
| 1. | Le Piano du pauvre |                      | 3:12 |
| 2. | À la Seine         | Jean-Roger Caussimon | 3:18 |
| 3. | L'Homme            |                      | 2:43 |
| 4. | Le Parvenu         |                      | 3:17 |

| 5. | Mon p'tit voyou         |                                       | 3:30 |
| 6. | Notre-Dame de la mouise | Albert Willemetz & Madeleine Rabereau | 3:23 |
| 7. | Graine d'ananar         |                                       | 3:11 |
| 8. | Merci mon Dieu          |                                       | 2:41 |

La réédition CD de 2006 ajoute une version inédite en piano-voix du « Piano du pauvre », enregistrée et diffusée à la radio le 25 mars 1954, ainsi que deux versions instrumentales inédites. 
| No  | Titre                                     | Durée |
| --- | ----------------------------------------- | ----- |
| 9.  | Le Piano du pauvre (enregistrement radio) | 2:45  |
| 10. | Mon p'tit voyou (version instrumentale)   | 3:30  |
| 11. | Merci mon Dieu (version instrumentale)    | 2:37  |

## Musiciens
- Jean Cardon : accordéon
- Les autres musiciens n'ont pas été identifiés à ce jour.

## Production
- Arrangements et direction d'orchestre : Jean Faustin (pistes 1, 3, 4), Léo Ferré (pistes 5-8)
- Prise de son : ?
- Production exécutive : Édouard Dory
- Crédits visuels : Georges Justh